# Simón Boccanegra (dux)

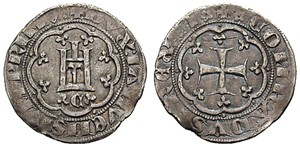
Gros de Simón Boccanegra.

Simón Boccanegra (Génova, 1301 - Génova, 14 de marzo de 1363) fue un político genovés, primer y cuarto dux de Génova, miembro de una poderosa familia local.

## Biografía
Fue elegido el 23 de septiembre de 1339, en sustitución de los tribunos del pueblo (Abbati). Tuvo que luchar contra los Doria, los Spínola, los Grimaldi y los Fieschi, jefes del partido güelfo. Sufrió el asedio de éstos en Génova, y se vio obligado a abandonar el poder el 23 de diciembre de 1344. Se retiró a Pisa, desde donde reorganizó su partido y regresó el 15 de noviembre de 1356 para restablecer su poder en la República.
Alrededor de 1357, derrotó a Carlos Grimaldi, señor de Mónaco y almirante de Francia, y a la muerte de este último, Boccanegra y los genoveses recuperaron Mónaco.
Murió en el cargo, probablemente envenenado, el 3 de marzo de 1363. Durante su mandato, los genoveses conquistaron la isla de Quíos, y derrotaron a los tártaros que habían sitiado Caffa.
Es también conocido gracias a la ópera Simón Boccanegra, de Giuseppe Verdi.